# Meister Verbrauchermarkt
Die Meister Verbrauchermarkt GmbH war eine Supermarktkette in Bayern, die 1959 von Ludwig Alfred Meister in Erbendorf (Landkreis Tirschenreuth) gegründet wurde, 1978 bereits an die Metro-Vorgänger Asko Deutsche Kaufhaus AG und Deutsche SB-Kauf AG verkauft wurde und 1996 endgültig in den Großhändler Metro aufging.

## Geschichte
Im Jahr 1959 baute Ludwig A. Meister an einem verlängerten Wochenende den Krämerladen seiner Mutter im Oberpfälzischen Erbendorf in einen Supermarkt um. Die Idee hatte er aus den USA. Zu dieser Zeit gab es in Deutschland erst eine Handvoll Supermärkte. In den drauf folgenden Jahren wuchs das Unternehmen und schon wenige Jahre später wurde der erste Cash-and-Carry-Markt eröffnet. Ab 1963 eröffnete Meister mehrere Supermärkte.

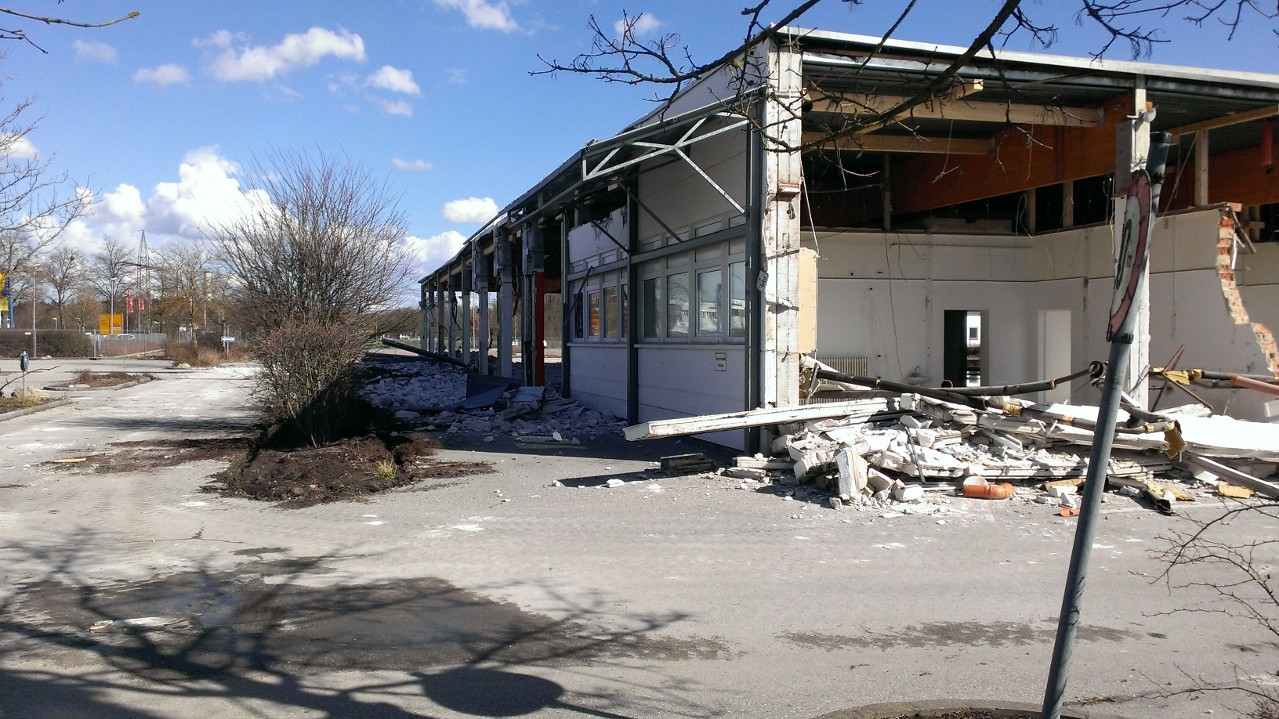
Ehemaliger Meister-Verbrauchermarkt in Altötting (bereits abgerissen)

### Verkauf
1978 entdeckte der Metro-AG-Vorgänger Asko Deutsche Kaufhaus AG das Filialunternehmen und bot dem Inhaber einen dreistelligen Millionen-DM-Betrag an. Ludwig A. Meister konnte das Angebot nicht ausschlagen und verkaufte sein Unternehmen. Asko gründete daraufhin mit seinem Partner Deutsche SB-Kauf AG die MHB Handel AG, in der unter anderem auch die Märkte von Massa, BLV und Primus untergebracht wurden. Zu diesem Zeitpunkt besaß die Gesellschaft bereits 18 Verbrauchermärkte in ganz Nordostbayern. Die Verbrauchermärkte behielten weiterhin ihre Namen. Sowohl die Asko als auch die Deutsche SB-Kauf hielten jeweils 50 % Beteiligung an der MHB Handel AG. Der Sitz der MHB AG war Alzey. In den darauf folgenden Jahren wurden weitere Märkte in ganz Bayern eröffnet, z. B. in Altötting und Ingolstadt. 1987 waren es bereits 22 Märkte. 1991 wurden einige Verbrauchermärkte der inzwischen ebenfalls zur MHB Handels AG gehörenden Marke BLV übernommen, unter anderem der BLV-Markt in Neuötting.

### Auflösung
1996 wurde bekannt, dass die Asko Deutsche Kaufhaus AG, die Deutsche SB-Kauf AG sowie die Kaufhof Holding AG sich zu einem Konzern unter dem Dach der Metro AG zusammenschließen wollen. Damit war die größte Verschmelzung in der Deutschen Unternehmensgeschichte besiegelt. Durch die Verschmelzung entstanden auch neue Vertriebslinien, die Real SB-Warenhaus GmbH und die Extra Verbrauchermärkte GmbH. Diese waren bis 2004 noch Selbstständige Tochtergesellschaften der Metro AG. Durch die Neugründung wurde die Verbrauchermärkte von Meister in Extra- oder Real-Märkte umgebaut.
Das Unternehmen Meister Verbrauchermarkt GmbH, das nach der Übernahme von Asko 1978 eine Tochtergesellschaft der MHB Handels AG in Düsseldorf war, wurde im Oktober 2002 endgültig aus dem Handelsregister gelöscht.